# 뤼데스하임암라인
뤼데스하임암라인(독일어: Rüdesheim am Rhein)은 독일 헤센주에 위치한 도시로 면적은 51km2, 높이는 186m, 인구는 9,873명(2015년 12월 31일 기준), 인구 밀도는 190명/km2이다. 라인강 우안과 접하며 오랜 역사를 가진 건축물들이 남아 있다.

시 문장